# Jordynne Grace
Patricia Forrest Gresham (nascida Parker; Austin, 5 de março de 1996) é uma fisiculturista, powerlifter e lutadora profissional americana, mais conhecida pelo seu nome de ringue, Jordynne Grace. Ela trabalha atualmente para a WWE, na marca NXT. Ela é mais conhecida por seu tempo na Total Nonstop Action Wrestling (TNA), onde foi três vezes campeã mundial das Knockouts da TNA, uma vez campeã de mídia digital da TNA e campeã mundial de duplas das Knockouts do Impact. Ao se tornar a primeira campeã do Campeonato de Mídia Digital, Grace foi reconhecida pela TNA como a primeira vencedora da Tríplice Coroa das Knockouts.
Ela também é conhecida por suas aparições na Beyond Wrestling, Progress Wrestling, Pro-Wrestling: EVE e Shine Wrestling. Como powerlifter, ela detém os recordes estaduais e nacionais da World Natural Powerlifting Federation (WNPF) na Geórgia no agachamento com 320 lb (150 kg), no supino com 210 lb (95 kg) e no levantamento terra com 355 lb (161 kg) na categoria de peso de 165 lb.

## Carreira na luta livre profissional

### Circuito independente (2012–2018)
Patricia Forrest Parker fez sua estreia na luta livre profissional em 22 de setembro de 2012, sob o nome de ringue Jordynne Grace. Ao longo de 2017 e 2018, Grace começou a formar uma equipe com LuFisto como "Team PAWG" em várias promoções independentes, principalmente na Beyond Wrestling.
No evento All In, em 1º de setembro de 2018, Grace participou de uma battle royal de 19 pessoas para determinar o desafiante número um ao Campeonato Mundial da ROH, sendo a única mulher na luta. Grace conseguiu eliminar Brian Cage, mas foi eliminada por Bully Ray. Em 28 de outubro, Grace desafiou Jazz pelo Campeonato Mundial Feminino da NWA no Women's Wrestling Revolution (WWR), mas não obteve sucesso, já que elas foram o evento principal no evento WWR vs. The World.

### Impact Wrestling / Total Nonstop Action Wrestling

#### Primeiras rivalidades (2018–2020)

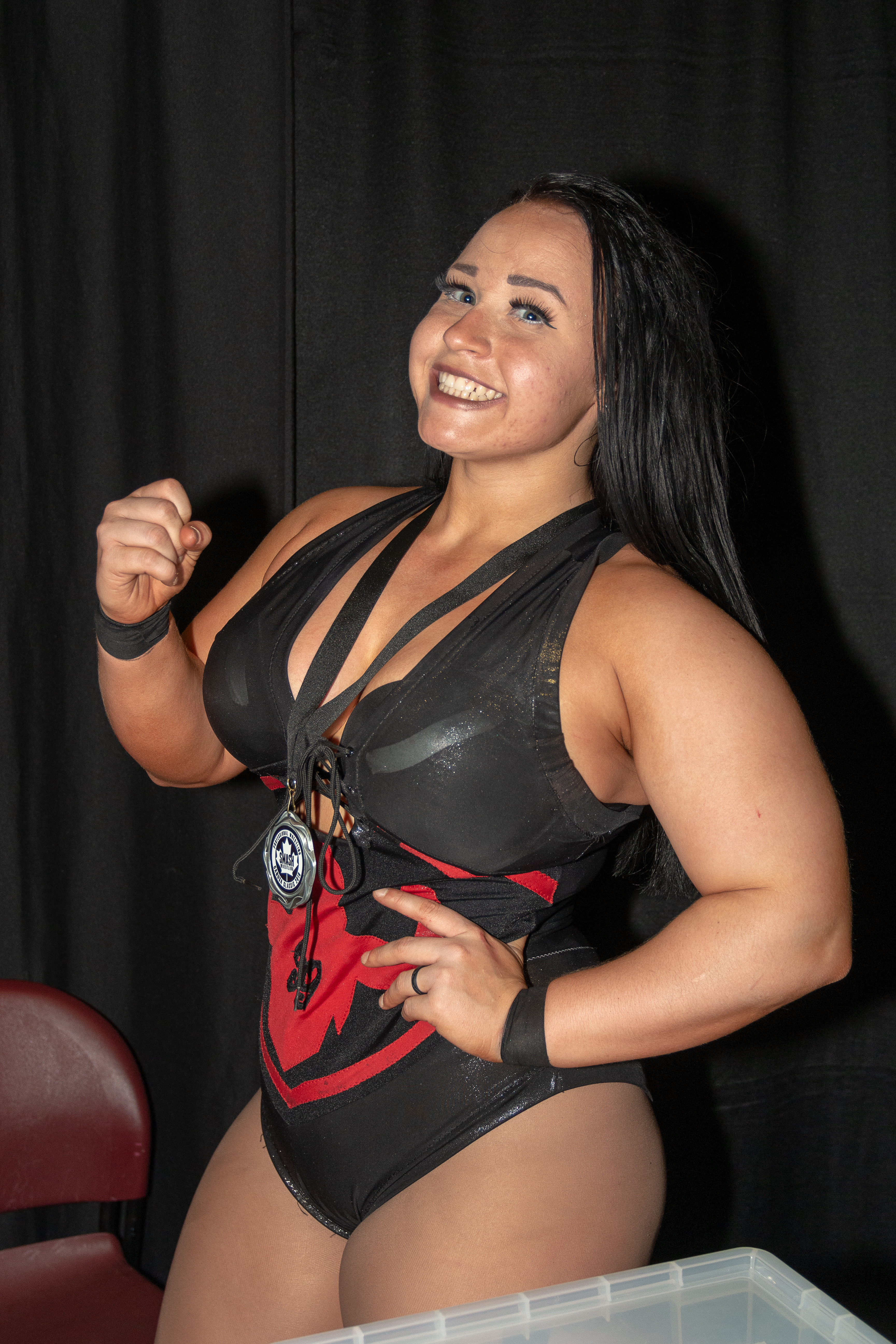
Grace em outubro de 2018.

Em 16 de outubro de 2018, foi reportado que Grace havia assinado um contrato de dois anos com a Impact Wrestling. Grace fez sua estreia no Impact! no episódio de 8 de novembro, onde derrotou Katarina. No episódio de 3 de janeiro de 2019 do Impact!, Grace resgatou Kiera Hogan durante um ataque de Allie e Su Yung. Isso levou a uma luta de duplas no Homecoming, que elas perderam quando Yung fez Hogan desistir. Com o retorno de Rosemary à Impact, Grace se uniu a ela e Hogan para derrotar Allie, Su Yung e The Undead Maid of Honor na "Dark War".

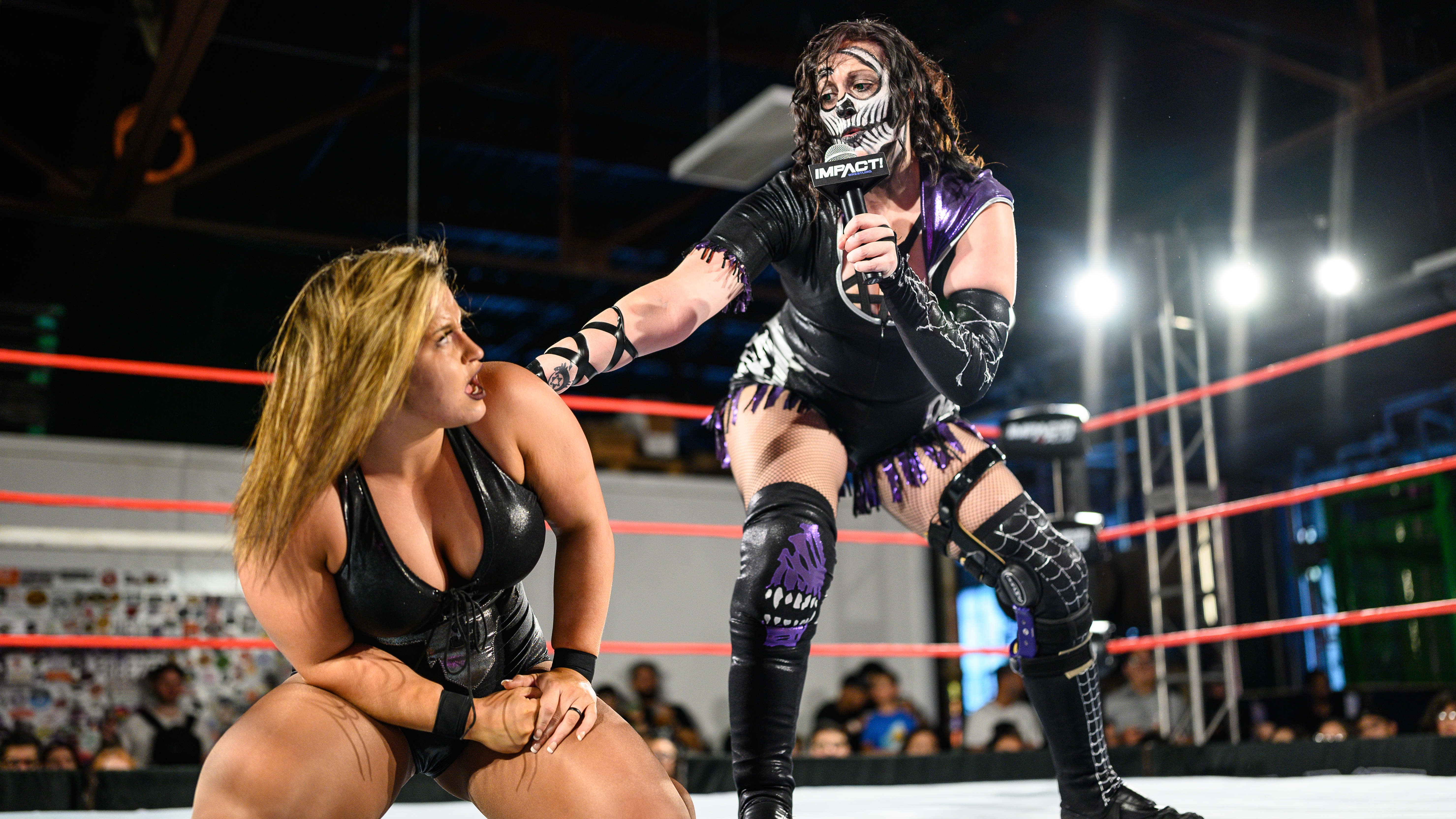
Jordynne Grace (esquerda), com Rosemary em 2019.

No episódio de 15 de março do Impact!, Grace derrotou Tessa Blanchard para se tornar a desafiante número um pelo Campeonato das Knockouts da Impact de Taya Valkyrie. No Against All Odds, que foi ao ar em 29 de março, Grace venceu por contagem, no entanto, Valkyrie permaneceu campeã. No episódio de 9 de abril do Impact!, ela teve outra chance de se tornar desafiante número um pelo título de Valkyrie ao derrotar Madison Rayne. Em seguida, Grace não conseguiu conquistar o título em duas ocasiões: primeiro no United We Stand, em uma luta four-Way que incluía Rosemary e Katie Forbes, e depois no Rebellion, em uma luta individual. Em 2 de agosto, no Unbreakable, ela se uniu a Scott Steiner e Petey Williams para derrotar Dicky Mayer, Gentleman Jervis e Ryan Taylor em uma luta de trios. No Bound for Glory, Grace participou da luta Call Your Shot Gauntlet, que foi vencida por Eddie Edwards. Em 12 de janeiro de 2020, Grace teve outra oportunidade pelo Campeonato das Knockouts no Hard To Kill contra Taya Valkyrie e ODB, mas Valkyrie reteve o título ao realizar o pin em ODB.

#### Conquista de títulos (2020–2022)
Em 18 de janeiro (que foi exibido com atraso em 11 de fevereiro), ela derrotou Valkyrie para conquistar o campeonato. Após defender com sucesso o título contra Havok em 22 de fevereiro no Sacrifice, Grace declarou um desafio aberto com o Campeonato das Knockouts em jogo, ao qual Madison Rayne respondeu enviando Miranda Alize e Lacey Ryan nos episódios de 25 de fevereiro e 10 de março do Impact!, respectivamente, mas elas não conseguiram vencê-la. Em 18 de julho, no Slammiversary, Grace perdeu o título para Deonna Purrazzo, encerrando seu reinado após 182 dias. Uma revanche foi marcada para 25 de agosto durante a segunda noite do especial Emergence do Impact!, na primeira luta Iron Man de 30 minutos da história das Knockouts, onde Grace perdeu para Purrazzo, por dois a um.
Grace então entrou em uma rivalidade com Tenille Dashwood quando ela retornou no episódio de 1º de setembro do Impact!, interrompendo sua confrontação com a campeã das Knockouts, Deonna Purrazzo, durante seu Black Tie Affair. Ela perdeu sua primeira luta no episódio de 22 de setembro do Impact!, mas venceu a revanche na semana seguinte, culminando em uma luta final e vitória de Dashwood em 3 de outubro no Victory Road. No episódio de 6 de outubro do Impact!, Grace respondeu ao desafio aberto do campeão da X Division, Rohit Raju, pelo título e o venceu, mas ele alterou as regras para que o título não estivesse em jogo. No Bound for Glory, ela competiu em uma luta scramble intergênero com seis participantes, que incluiu Chris Bey, TJP, Willie Mack, Trey Miguel e Raju, que venceu para manter o Campeonato da X Division. No Turning Point, ela fez dupla com Dashwood em uma luta que resultou em derrota contra Rosemary e Taya Valkyrie.
No episódio de 24 de novembro do Impact!, Grace revelou que sua parceira para o Torneio do Campeonato de Duplas das Knockouts do Impact era a ex-campeã feminina da WWE e campeã mundial feminina da NWA, Jazz. A dupla estreou como equipe no episódio de 1º de dezembro do Impact!, derrotando Killer Kelly e Renee Michelle na primeira rodada, mas perdeu para Havok e Nevaeh na segunda rodada no episódio de 5 de janeiro de 2021 do Impact!. A derrota delas levou a uma luta no Genesis, onde Grace derrotou Jazz. No episódio de 23 de fevereiro do Impact!, Grace e Jazz venceram Kimber Lee e Susan para se tornarem desafiantes número um pelo Campeonato de Duplas das Knockouts, detido por Fire 'N Flava (Kiera Hogan e Tasha Steelz). As duas equipes se enfrentaram no Sacrifice, onde Grace e Jazz não conseguiram conquistar os títulos de duplas.

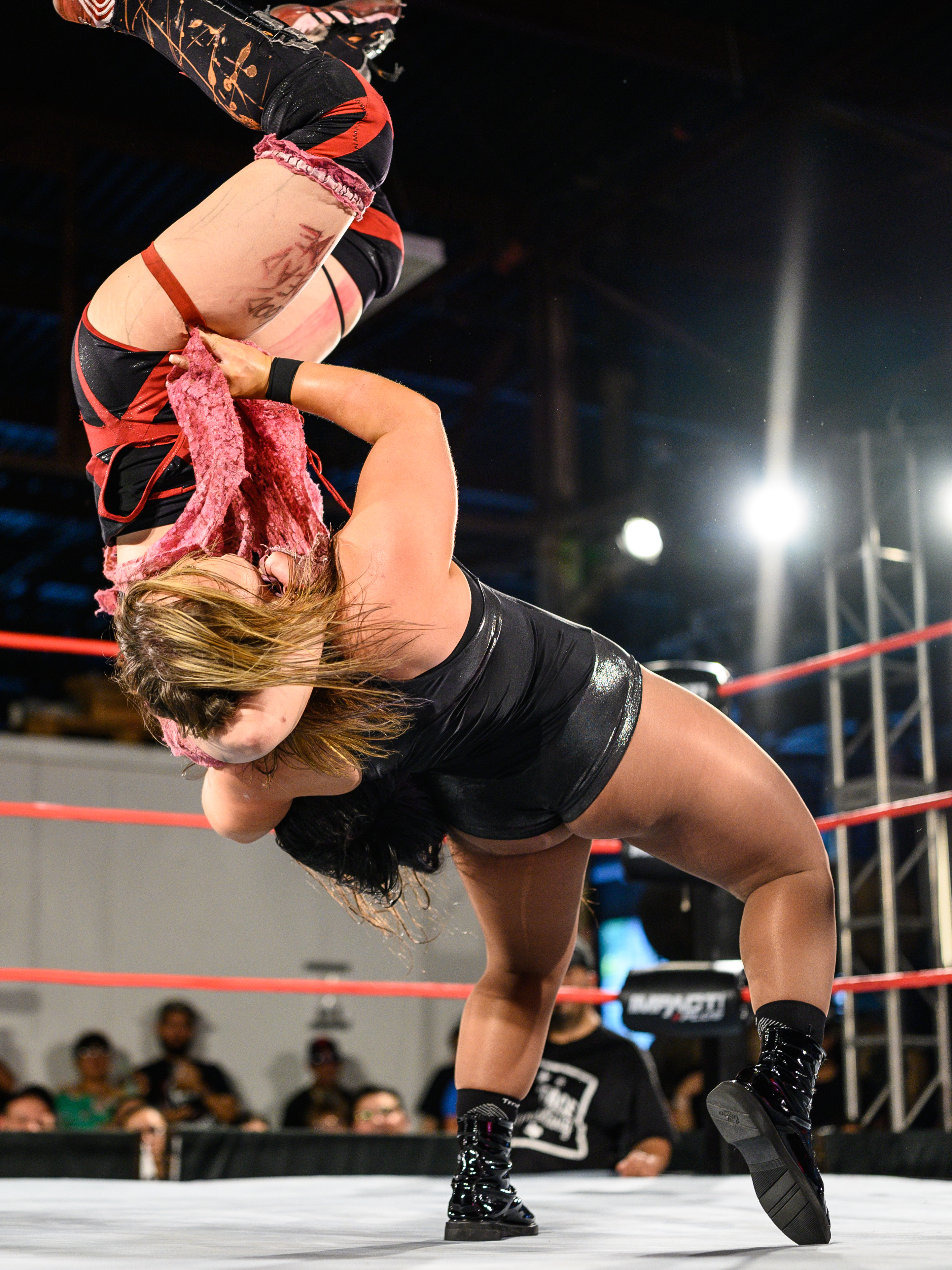
Jordynne Grace aplicando um fisherman suplex em Su Yung.

No Hardcore Justice, ela competiu em uma luta weapons para determinar a desafiante número um pelo título das Knockouts, que foi vencida por Tenille Dashwood. No episódio de 15 de abril do Impact!, Grace se juntou a Jazz em sua última luta e derrotou Fire 'N Flava em uma luta não oficial após elas interromperem sua cerimônia de aposentadoria. Na semana seguinte, ela venceu Hogan por desqualificação e foi agredida por ela e Steelz, antes de ser salva por Rachael Ellering, que estava estreando. Três dias depois, no Rebellion, Grace e Ellering derrotaram Fire 'N Flava para conquistar o Campeonato de Duplas das Knockouts pela primeira vez. Em 7 de maio, Grace assinou um novo contrato de vários anos com o Impact Wrestling. Oito dias depois, no Under Siege, ela e Ellering perderam os títulos de volta para Fire 'N Flava. No episódio de 20 de maio do Impact!, Grace desafiou Ellering para uma luta, mas não conseguiu vencer. No episódio de 3 de junho do Impact!, ela e Ellering desafiaram Fire 'N Flava para uma revanche pelo Campeonato de Duplas das Knockouts, mas não conseguiram recuperá-los. Nove dias depois, no Against All Odds, Grace perdeu para Dashwood.
Em 31 de julho, no Homecoming, Grace se juntou a Petey Williams para competir em um torneio para coroar um Rei e uma Rainha do Homecoming, mas perdeu para Matt Cardona e Chelsea Green na primeira rodada. Em outubro, Grace competiu na luta Monster's Ball em homenagem a Shannon "Daffney" Spruill no Knockouts Knockdown, que foi vencida por Savannah Evans. Em seguida, ela entrou em um torneio para determinar o primeiro campeão de mídia digital do Impact, onde derrotou Johnny Swinger na primeira rodada. No Bound for Glory, Grace venceu Green, Crazzy Steve, Fallah Bahh, John Skyler e Madison Rayne na final para conquistar o Campeonato de Mídia Digital do Impact. Com essa vitória, Grace foi reconhecida pela Impact Wrestling como a primeira vencedora da Tríplice Coroa das Knockouts na história da promoção.
Em 8 de janeiro de 2022, no Hard to Kill, Grace participou da inaugural luta Knockouts Ultimate X, que foi vencida por Tasha Steelz. No episódio de 3 de fevereiro do Impact!, Grace perdeu o Campeonato de Mídia Digital do Impact para Matt Cardona, após ele a atingir com uma cadeira de aço. No No Surrender, ela lutou contra Cardona em uma revanche pelo título, mas perdeu por desqualificação após desferir um golpe baixo. No episódio de 24 de fevereiro do Impact!, Grace desafiou novamente pelo título em uma luta Dotcombat, mas não conseguiu vencer. No episódio de 31 de março, ela competiu em uma battle royal de Desafiantes ao Campeonato Mundial das Knockouts, que foi vencida por Rosemary. No Multiverse of Matches, Grace participou de uma luta Ultimate X pelo Campeonato da X Division, que foi vencida por Trey Miguel. Em 23 de abril, no Rebellion, ela se juntou a W. Morrissey em uma luta turmoil de eliminação com oito equipes pelo Campeonato de Duplas do Impact, mas foram eliminados pelos Major Players (Cardona e Brian Myers).

#### Campeã da Tríplice Coroa, aparições na WWE e saída (2022–presente)
Em 19 de junho, no Slammiversary, Grace conquistou o Campeonato Mundial das Knockouts pela segunda vez na inaugural luta Queen of the Mountain. Em 1º de julho, no Against All Odds, Grace defendeu com sucesso o Campeonato Mundial das Knockouts contra Tasha Steelz em uma revanche. Em 31 de julho, no evento Ric Flair's Last Match, Grace manteve seu título em uma luta three-way envolvendo Deonna Purrazzo e Rachael Ellering. Em 12 de agosto, no Emergence, Grace fez mais uma defesa bem-sucedida do título contra Mia Yim. Em 23 de setembro, no Victory Road, ela derrotou Max the Impaler (oponente escolhido por Masha Slamovich) em uma luta Pick Your Poison. No Bound for Glory, Grace derrotou Slamovich para manter seu título, encerrando assim a sequência invicta de Slamovich no Impact Wrestling. No episódio de 10 de novembro do Impact!, Grace fez outra defesa bem-sucedida do título contra Gisele Shaw, mas foi atacada por Slamovich logo após. Oito dias depois, no Over Drive, Grace derrotou Slamovich em uma luta Last Knockout Standing para reter seu título.
Em 13 de janeiro de 2023, no Hard To Kill, Grace perdeu o Campeonato Mundial das Knockouts para Mickie James em uma luta de Título contra Carreira, encerrando seu reinado em 208 dias. No Rebellion, Grace foi derrotada por Deonna Purrazzo pelo Campeonato Mundial das Knockouts do Impact, que estava vago (a campeã defendente, Mickie James, havia desocupado o título devido a uma lesão, e Purrazzo e Grace competiram para se tornarem a nova campeã). No episódio de 27 de abril do Impact!, Grace salvou Purrazzo de Taylor Wilde e KiLynn King. No episódio de 11 de maio de 2023, Purrazzo e Grace desafiaram The Coven pelo título, mas não tiveram sucesso. Após a luta, Purrazzo e Grace foram atacadas por The Coven até Trinity correr para o ringue e fazer o salvamento. Em 26 de maio, no Under Siege, Grace não conseguiu conquistar o título contra Purrazzo. Como Grace perdeu, ela não poderia mais lutar pelo título enquanto Purrazzo fosse campeã. Grace correu para ajudar Trinity e Purrazzo, que estavam sendo atacadas em grupo por Giselle Shaw, Savannah Evans e Jai Vidal, mas acabou sendo agredida pelas adversárias no episódio de 1º de junho do Impact!, que foi gravado em 27 de maio. Essa seria a última aparição de Grace pela promoção. Com seu contrato expirando em maio, Grace optou por não renová-lo e decidiu fazer uma pausa da luta livre para se concentrar em projetos externos.
Após uma pausa da luta livre em maio, Purrazzo retornou no episódio de 31 de agosto do Impact! e desafiou Grace para uma luta no Victory Road. No evento, Grace derrotou Purrazzo. Em 21 de outubro, no Bound for Glory, Grace foi uma das participantes na luta Call Your Shot Gauntlet. Grace venceu a luta ao derrotar Bully Ray, tornando-se a primeira mulher a ganhar esse combate e conquistando uma luta pelo campeonato de sua escolha. Grace emitiu um desafio pelo Campeonato Mundial das Knockouts do Impact no Hard To Kill in 2024. No evento, o primeiro sob a nova marca Total Nonstop Action Wrestling, Grace derrotou Trinity para conquistar o recém-renomeado Campeonato Mundial das Knockouts da TNA, conquistando o título pela terceira vez.
Em 27 de janeiro de 2024, Grace foi uma participante surpresa (como número 5) da luta Royal Rumble feminina no evento Royal Rumble, onde se enfrentou com sua ex-rival da TNA, Naomi (conhecida como Trinity na TNA), que fez seu retorno à WWE (como número 2). Grace foi eliminada por Bianca Belair. Ela é a segunda lutadora da TNA e a então campeã mundial das Knockouts da TNA a participar da luta Royal Rumble, após Mickie James no evento de 2022. Em 23 de fevereiro, no No Surrender, Grace defendeu com sucesso seu título contra Gisele Shaw. Em 8 de março, no Sacrifice, Grace fez uma defesa bem-sucedida do seu título contra Tasha Steelz e Xia Brookside em uma luta three-way. Em 20 de abril, no Rebellion, Grace defendeu seu título com sucesso contra Steph De Lander. Em 3 de maio, no Under Siege, Grace e PCO derrotaram De Lander e Kon em uma luta de duplas mistas.
No episódio de 18 de maio do TNA Impact!, Grace defendeu com sucesso o Campeonato Mundial das Knockouts da TNA contra Marti Belle. Após a luta, Belle e Allysin Kay atacaram Grace. Grace então fez uma aparição surpresa no episódio de 28 de maio do WWE NXT, sendo revelada como a desafiante pelo Campeonato Feminino do NXT de Roxanne Perez no NXT Battleground, mas não conseguiu conquistar o título devido à interferência de Tatum Paxley e Ash by Elegance. No Against All Odds, Grace emitiu um desafio aberto pelo Campeonato Mundial das Knockouts da TNA. Paxley fez sua estreia surpresa na TNA para responder ao desafio, mas Grace derrotou Paxley para reter seu título. Em 20 de julho, no Slammiversary, Grace defendeu com sucesso o Campeonato Mundial das Knockouts da TNA contra Ash by Elegance. No episódio de 10 de setembro do NXT, Grace emitiu um desafio aberto pelo Campeonato Mundial das Knockouts da TNA, que foi respondido por Sol Ruca, mas terminou sem resultado após Grace e Ruca serem atacadas por Wendy Choo e Rosemary. No Victory Road, em 13 de setembro, Grace defendeu com sucesso o Campeonato Mundial das Knockouts da TNA contra Choo. Em 26 de outubro, no Bound for Glory, Grace perdeu o Campeonato Mundial das Knockouts para Masha Slamovich, encerrando seu reinado em 287 dias.
Em 6 de novembro, no NXT 2300, Grace esteve no time vencedor de uma Tipos de combate de luta profissional#luta de quintetos. No dia 29 de novembro, no Turning Point, Grace não conseguiu recuperar o Campeonato Mundial das Knockouts da TNA contra Slamovich em uma luta de duas quedas. Grace enfrentou Rosemary no Final Resolution, que terminou sem vencedor após Grace ser atacada por Tessa Blanchard, que fez o seu retorno.
Em 19 de janeiro de 2025, Jordynne Grace fez seu último combate pela TNA contra Tessa Blanchard no Genesis, em uma derrota, que acabaria sendo sua última aparição na TNA. Após a luta, o PWInsider confirmou que Grace havia deixado a empresa.

### WWE (2025–presente)
Em 27 de janeiro de 2025, foi reportado que Grace havia assinado com a WWE.

## Vida pessoal
Em 21 de dezembro de 2018, Parker ficou noiva do lutador profissional Jonathan Gresham. O casal se casou em setembro de 2020.

## Títulos e prêmios

### Powerlifting
- Recordes da Federação
  - World Natural Powerlifting Federation (WNPF) Records
    - Atualmente, é detentora dos recordes estaduais e nacionais da WNPF na Geórgia no agachamento com 320 lb (150 kg), no supino com 210 lb (95 kg) e no levantamento terra com 355 lb (161 kg) na categoria de peso de 165 lb.[6]

### Luta profissional
- Battle Club Pro
  - BCP ICONS Championship (1 vez)[99]
- Black Label Pro

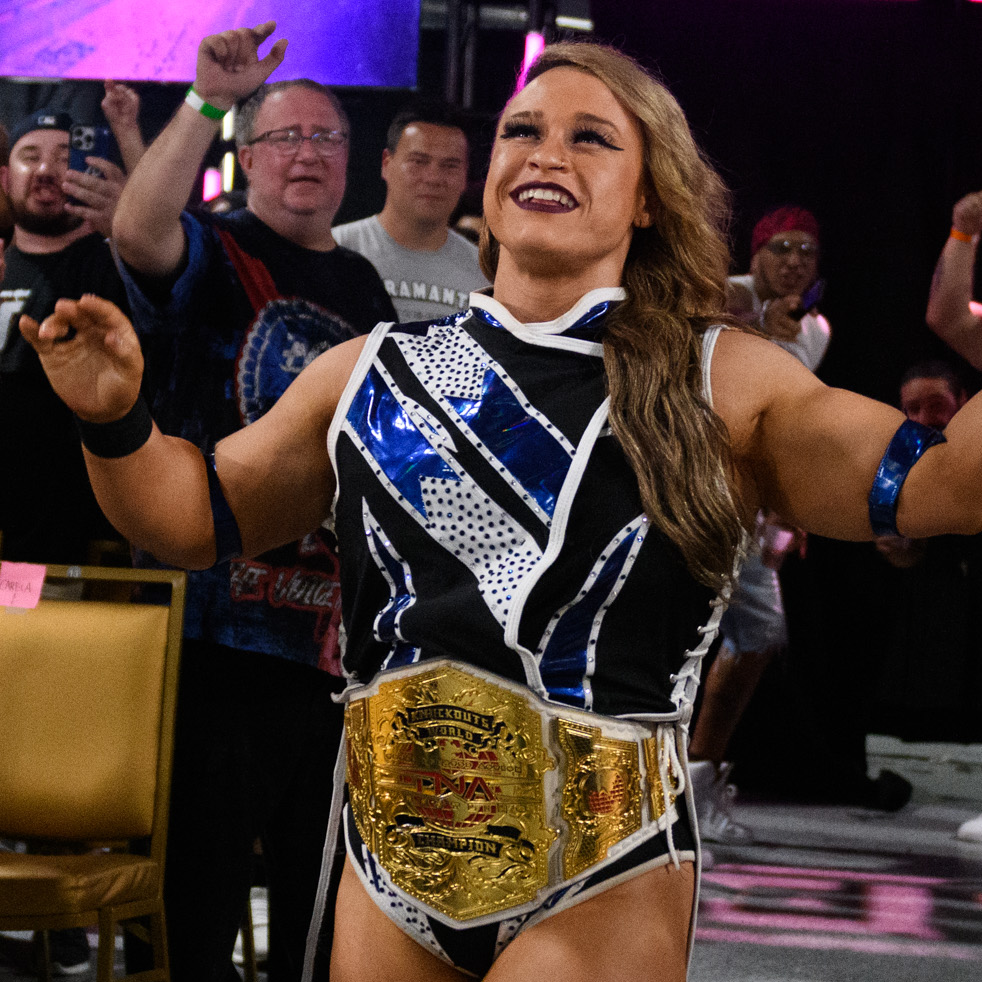
Grace como campeã mundial das Knockouts da TNA em 2024.

  - BLP Heavyweight Championship (1 vez)[100]
- ESPN
  - ESPN a colocou na #24ª posição dos 30 melhores lutadores profissionais com menos de 30 anos em 2023[101]
- Impact Wrestling / Total Nonstop Action Wrestling
  - Campeonato de Mídia Digital da Impact (1 vez, inaugural)[102]
  - Campeonato Mundial das Knockouts da Impact/TNA (3 vezes)[103]
  - Campeonato de Duplas das Knockouts do Impact (1 vez) – com Rachael Ellering[104]
  - Impact Digital Media Championship Tournament (2021)
  - Primeira campeã da Tríplice Coroa das Knockouts[5]
  - Call Your Shot Gauntlet (2023)
  - Queen of the Mountain (2022)
  - Prêmio de Fim de Ano da Impact (2 vezes)
    - Dupla do Ano das Knockouts (2021) – com Rachael Ellering[105]
    - Knockout do Ano (2022)[106]
- Lancaster Championship Wrestling
  - LCW Vixen Championship (1 vez)[107]
- Lucha Libre AAA Worldwide
  - Lucha Libre World Cup: Divisão Feminina de 2023 – com Deonna Purrazzo e Kamille[108]
- NOVA Pro Wrestling
  - Women's Commonwealth Cup (2018)[109]
- Progress Wrestling
  - Progress World Women's Championship (1 vez)[110]
  - Revelations of Divine Love Tournament (2019)
- Pro Wrestling Illustrated
  - PWI a colocou na #6ª posição das 150 melhores lutadoras individuais no PWI Women's 150 em 2022[111]
  - PWI a colocou na #97ª posição dos 500 melhores lutadores individuais no PWI 500 em 2022[112]
  - PWI a colocou na #2ª posição das 250 melhores lutadoras individuais no PWI Women's 250 em 2024[113]
- Pro Wrestling Magic
  - PWM Women's Championship (1 vez)[114]
- Sports Illustrated
  - Sports Illustrated a colocou na #9ª posição entre as 10 melhores lutadoras de 2019[115]
- Universal Independent Wrestling
  - LOUIS Ladies Tag Team Championships (1 vez) – com Nina Monet
- Women Superstars Uncensored
  - WSU Spirit Championship (1 vez)[116]
- Women's Wrestling Revolution
  - Tournament For Tomorrow (2017)[117]
- World Series Wrestling
  - WSW Women's Championship (2 vezes, inaugural)[118]
- Women's Wrestling Hall of Fame
  - Prêmio WWHOF (1 vez)
    - Lutadora Mais Aprimorada do Ano (2023)[119]
- Zelo Pro Wrestling
  - Zelo Pro Women's Championship (1 vez)[120]

### Lutas de Apostas
| Aposta              | Vencedora    | Perdedora      | Local                            | Evento       | Data                  | Notas                               |
| ------------------- | ------------ | -------------- | -------------------------------- | ------------ | --------------------- | ----------------------------------- |
| Carreira vs. Título | Mickie James | Jordynne Grace | Atlanta, Geórgia, Estados Unidos | Hard to Kill | 13 de janeiro de 2023 | Carreira vs. Título no Hard to Kill |